# Vincent Cerutti
Pour les articles homonymes, voir Cerutti.
Vincent Cerutti est un animateur français de radio et de télévision, né le 16 mars 1982 au Mans (Sarthe).
Il exerce successivement son métier à l'antenne des stations de radio MFM, RTL Belgique, Chérie FM, RTL, RTL2 et RFM et sur les chaines de télévision AB Moteurs, Le Mans Télévision, TF1 et Eurosport.

## Biographie

### Jeunesse
Dès l'âge de 14 ans, Vincent Cerutti apprend la radio « sur le tas » au sein de radios associatives, notamment à Cartables FM (radio du collège Berthelot dans le centre-ville du Mans, 93.3) et Radio Alpa (radio de la MJC Jacques-Prévert dans le vieux Mans).

### Carrière

#### 2000-2009
À partir de 2000, il est speaker des 24 Heures du Mans avec Bruno Vandestick et fait ses premiers pas à la télévision sur la chaîne AB Moteurs, puis à partir de 2004, sur le Tour de France à la voile. Voix off de reportages et documentaires télévisés, Vincent Cerutti se fait aussi entendre sur MFM de 2001 à 2005, sur RTL Belgique durant quelques mois en 2004, puis sur Chérie FM en 2007.
En 2006, il crée sa société de production audiovisuelle, Press' Agrum Productions. La même année, il devient animateur et coproducteur de l'émission On fait le plein !, un talk-show de quatre-vingt-dix minutes diffusé en direct tous les vendredis soirs de 19 h à 20 h 30 sur Le Mans Télévision, diffusée sur la TNT au Mans, à Laval, Angers, Blois, Tours, Alençon… Au fil des saisons, l'émission connaît une certaine notoriété qui lui vaut de recevoir des invités tels que Michèle Cotta, Jean d'Ormesson ou Marc Lévy.

#### 2009-2010
Le mercredi 2 septembre 2009, Vincent Cerutti intègre l'équipe de Morandini ! sur Direct 8. Il y anime une chronique, Quiz sur les coulisses des médias, et réalise quelques reportages, collaboration qu'il ne poursuit pas.
Le 23 janvier 2010 pour TF1 Production, il est l'envoyé spécial dans les coulisses des NRJ Music Awards 2010. Il y réalise les interviews de nombreuses personnalités dont Robbie Williams, Jena Lee, Cœur de Pirate, Sheryfa Luna, Michael Bublé, Helmut Fritz, Nonce Paolini, Gérald de Palmas, Mika, les Black Eyed Peas, David Guetta, M. Pokora, …
Durant l'été 2010 par l'intermédiaire de son manager Gérard Louvin qui le présente au directeur des programmes, Vincent Cerutti arrive sur RTL. La « 1re radio de France » lui offre deux heures d'antenne quotidiennes sur l’ensemble des mois de juillet et août : du lundi au vendredi, de 14 h à 16 h ; succédant à Sébastien Folin, il présente avec Jean-Sébastien Petitdemange Destination ailleurs, émission dans laquelle les animateurs offrent des voyages aux auditeurs.

#### 2011
Toujours grâce à Gérard Louvin, conseiller aux programmes à TF1, il se voit confier une émission par la première chaîne : le samedi 1er janvier 2011 à 20 h 45, il présente ainsi Sosie ! Or Not Sosie ?, une nouvelle émission de divertissement à base de caméra cachée produite par Carson Prod. En 2011, TF1 le choisit également pour animer le samedi Danse avec les stars en compagnie de Sandrine Quétier : la 1re saison est diffusée en février-mars et la 2de en septembre-octobre. Ainsi, au cours de sa première année sur TF1, il anime un total de dix-sept émissions en prime time : treize concernent Danse avec les stars et quatre Sosie ! Or Not Sosie ?.
Vincent Cerutti fait son retour sur RTL au cours de l'été 2011 en présentant Stop ou encore, en remplacement de Vincent Perrot, ainsi que Itinéraire d'un auditeur gâté, à nouveau en compagnie de Jean-Sébastien Petitdemange.

#### 2012-2014
Au cours des automnes 2012 et 2013, il anime, toujours aux côtés de Sandrine Quétier, les saisons suivantes de Danse avec les stars sur TF1.
En mars 2013, il remplace Christophe Nicolas le temps des vacances dans Le Grand Morning sur RTL2.
Activité extra professionnelle, Vincent Cerutti devient pilote sur le Tour de France automobile au volant d'une Ligier.
À compter de septembre 2013, et pour toute la saison 2013-2014, il rejoint la radio RFM où il présente l'Interview V.I.P., deux à quatre vendredis par mois de 19 h à 20 h.

#### 2014-2016
De février 2014 au 17 novembre 2018, il anime les tirages du Loto et de l'Euromillions sur TF1 pendant quatre ans, en alternance avec Sandrine Quétier, Christophe Beaugrand, Marion Jollès, Karine Ferri, et Jean-Pierre Foucault.
Il participe à Toute la télé chante pour Sidaction en 2014 au théâtre Mogador à Paris et diffusé sur France 2.
À compter de la rentrée de septembre 2014, il anime la matinale de Chérie FM de 6 h à 9 h en compagnie de Laurie Cholewa, puis de Stéphanie Loire à compter de septembre 2015.
Le 9 mai 2015, Il présente les coulisses du concert de Stars 80 au Stade de France, retransmis en direct sur TF1.
En 2015, il quitte l'émission Danse avec les stars, qu'il avait coprésentée avec Sandrine Quétier lors des cinq premières saisons — de 2011 à 2014 —, où il est remplacé par Laurent Ournac.

#### 2017-2020
Du 20 avril au 25 mai 2017, il anime l'émission Safari Go sur Gulli.
À la rentrée de septembre, Vincent Cerutti est écarté de la matinale de Chérie FM, Stéphanie Loire restant quant à elle dans cette case.
À l'automne 2017, il est concurrent dans la huitième saison de l'émission Danse avec les stars sur TF1, aux côtés de la danseuse Katrina Patchett, et termine dixième et dernier de la compétition. Sa compagne Hapsatou Sy est elle aussi candidate de l'émission.
À partir du 27 août 2018, il anime la tranche 16-20 h sur M Radio.
Il quitte définitivement TF1 le samedi 17 novembre 2018 après avoir présenté son dernier tirage du loto.
Vincent Cerutti quitte « M Radio » à la rentrée 2019, avant d’y revenir en 2020 pour la matinale de 6 h à 10 h et après une seule saison passée sur la station.

## Vie privée
De 2009 à 2011, il est en couple avec Chloé Mortaud, élue Miss France 2009. De 2013 à 2014, il a partagé sa vie avec le mannequin roumain Lavinia. 
En 2015, il est révélé par le magazine Voici qu'il partage sa vie avec la chroniqueuse et animatrice française Hapsatou Sy. Le 28 avril 2016, il est annoncé que le couple attend son premier enfant. Le 20 septembre 2016, Hapsatou Sy donne naissance à une petite fille prénommée Abbie.
Vincent Cerutti annonce en 2019 son engagement en politique auprès de La République en marche débuté lors de l'élection présidentielle de 2017 : « J'ai toujours voté à gauche mais j'ai été très déçu, lorsque Emmanuel Macron s'est présenté, j'ai cru et je crois encore en cette progression. » Il soutient le parti pour les élections municipales de 2020.

## Affaire judiciaire
En octobre 2023, Vincent Cerutti est mis en examen pour avoir mordu les fesses d’une collaboratrice. Les faits remontent à 2015, ces mêmes faits ayant provoqué la mise à pied puis le départ anticipé de l’animateur de Chérie FM, en 2017. Face à sa mise en examen pour « agression sexuelle », Vincent Cerutti reconnait les faits, évoquant des « morsures réciproques dans le cadre de plaisanteries potaches »,.

## Bilan médiatique et artistique

### Parcours à la radio
- 2001-2005 : voix off sur MFM
- 2004 : voix off sur Bel-RTL
- 2007 : voix off sur Chérie FM
- Été 2010 : co-présentateur de Destination ailleurs avec Jean-Sébastien Petitdemange, sur RTL
- Été 2011 : présentateur remplaçant de Stop ou encore, sur RTL
- Été 2011 : co-présentateur de Itinéraire d'un auditeur gâté avec Jean-Sébastien Petitdemange, sur RTL
- Mars 2013 : animateur remplaçant dans Le Grand Morning, sur RTL2
- 2013-2014 : présentateur de L'interview V.I.P, sur RFM
- 2014-2017 : co-animateur du Réveil Chérie avec Laurie Cholewa (2014-2015) puis Stéphanie Loire (2015-2017), sur Chérie FM
- 2018 : sociétaire des Grosses Têtes sur RTL
- 2018-2019 : animateur de la tranche 16h/20h sur M Radio
- Depuis 2020 : animateur de la matinale 6h/10h sur M Radio

### Parcours à la télévision

#### Comme acteur
- 2007: Sous le Soleil sur TF1: Saison 11 épisode 430 "Menteur" : Un réceptionniste de l'hôtel des Frères Lacroix

#### Comme candidat
- 2011-2018: Le Grand Concours des animateurs sur TF1
- 2017 et 2018 : Fort Boyard sur France 2
- 2017 : Le Grand Blind Test  sur TF1
- 2017 : Danse avec les stars (saison 8) sur TF1
- 2018 : The Wall, face au mur sur TF1
- 2021 : Boyard Land sur France 2

#### Comme professionnel
- 2006 : On fait le plein ! sur Le Mans Télévision
- 2009 : Morandini ! sur Direct 8 : chroniqueur
- 2010 : Les coulisses des NRJ Music Awards sur TF1
- 2011 - 2013 : Sosie ! Or not sosie ? sur TF1
- 2011 - 2014 : Danse avec les stars sur TF1 : coprésentateur (saisons 1 à 5) avec Sandrine Quétier
- 2012 : Les 24H du Mans (commentateur), sur Eurosport
- 2012 : Beauté rare sur Stylia
- 2014 - 2018 : Loto & l'Euro millions, en alternance sur TF1
- 2015 : Stars 80, le concert événement au Stade de France, sur TF1
- 2016 : Génération Balavoine - 30 ans déjà, sur TF1
- 2016-2017 : Sosie ! Or not sosie ? sur TMC
- 2017-2018 :  Le Grand Bêtisier sur TMC
- 2017 : Safari Go ! sur Gulli

### Doublage
- 2016 : Les Trolls : Darius
- 2017 : Baby Boss : Commandant Ross